# Гарлед-Мондебат
Гарле́д-Мондеба́т (фр. Garlède-Mondebat) — коммуна во Франции, находится в регионе Аквитания. Департамент — Атлантические Пиренеи. Входит в состав кантона Тер-де-Люи и Кото-дю-Вик-Бий. Округ коммуны — По.
Код INSEE коммуны — 64232.

## География

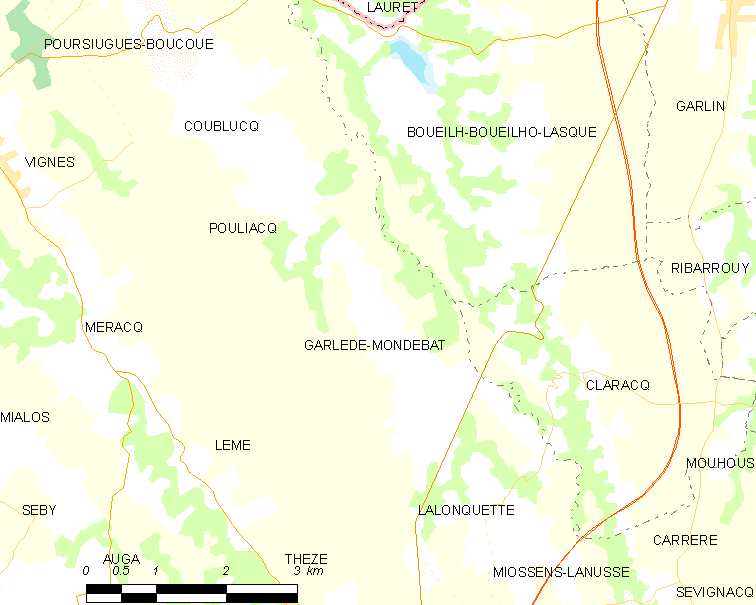
Карта коммуны

Коммуна расположена приблизительно в 630 км к югу от Парижа, в 150 км южнее Бордо, в 23 км к северу от По.
На северо-востоке коммуны протекает река Габас.

### Климат
Климат тёплый океанический. Зима мягкая, средняя температура января — от +5°С до +13°С, температуры ниже −10 °C бывают редко. Снег выпадает около 15 дней в году с ноября по апрель. Максимальная температура летом порядка 20-30 °C, выше 35 °C бывает очень редко. Количество осадков высокое, порядка 1100 мм в год. Характерна безветренная погода, сильные ветры очень редки.

## Население
Население коммуны на 2010 год составляло 202 человека.
| 1962 | 1968 | 1975 | 1982 | 1990 | 1999 | 2010 |
| ---- | ---- | ---- | ---- | ---- | ---- | ---- |
| 206  | 194  | 170  | 175  | 165  | 180  | 202  |

## Администрация
| Период | Период | Фамилия      | Партия | Примечания |
| ------ | ------ | ------------ | ------ | ---------- |
| 1995   | 2008   | Жан-Луи Белу |        |            |
| 2008   | 2014   | Франсис Дона |        |            |
| 2014   | 2020   | Эрик Белу    |        |            |

## Экономика
В 2010 году среди 128 человек трудоспособного возраста (15-64 лет) 103 были экономически активными, 25 — неактивными (показатель активности — 80,5 %, в 1999 году было 62,7 %). Из 103 активных жителей работали 100 человек (59 мужчин и 41 женщина), безработных было 3 (1 мужчина и 2 женщины). Среди 25 неактивных 9 человек были учениками или студентами, 11 — пенсионерами, 5 были неактивными по другим причинам.

## Достопримечательности
- Церковь Св. Андрея (XII век)[4]
- Церковь Св. Мартина (XII век)[5]
- Мельница (1761 год)[6]